# 路生胡枝子
路生胡枝子（学名：Lespedeza viatorum），为豆科胡枝子属下的一个植物种。